# 拉费夫罗
拉费夫罗，是西班牙加泰罗尼亚塔拉戈纳省的一个市镇。总面积16平方公里，总人口62人（2001年），人口密度4人/平方公里。